# Ralf Edström

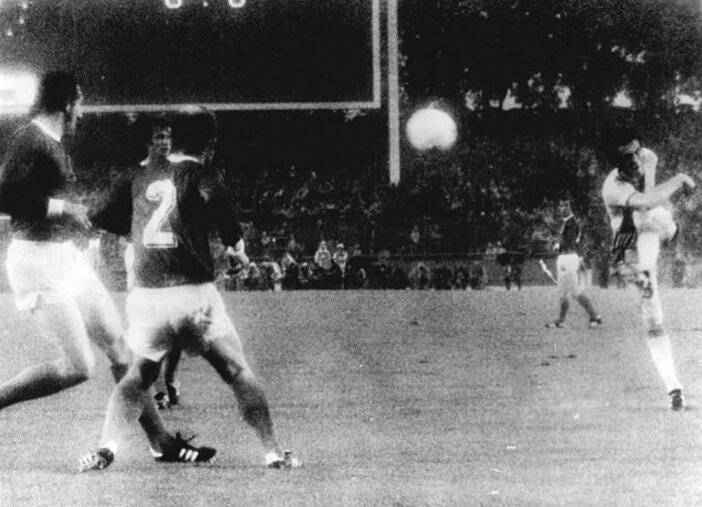
Ralf Edström (vpravo) roku 1974

Ralf Sigvard Edström (* 7. říjen 1952, Degerfors) je bývalý švédský fotbalista. Hrával na pozici útočníka.
V dresu švédské reprezentace odehrál 40 zápasů, v nichž vstřelil 15 branek. Hrál v jejím dresu na dvou světových šampionátech, na mistrovství v Německu roku 1974 a na mistrovství v Argentině roku 1978.
Třikrát se stal mistrem Švédska, dvakrát s Åtvidabergs FF (1972, 1973), jednou s Örgryte IS (1985), s PSV Eindhoven se stal dvakrát mistrem Nizozemska (1974/75, 1975/76) a s AS Monaco mistrem Francie (1981/82).
Dvakrát byl vyhlášen švédským fotbalistou roku (1972, 1974). V anketě Zlatý míč, která hledala nejlepšího fotbalistu Evropy, skončil roku 1973 devátý, roku 1974 desátý, roku 1975 čtrnáctý.